# Oxyopes wroughtoni
Oxyopes wroughtoni är en spindelart som beskrevs av Pocock 1901. Oxyopes wroughtoni ingår i släktet Oxyopes och familjen lospindlar. Inga underarter finns listade i Catalogue of Life.